# Nintendo Switch 2
Nintendo Switch 2 — гибридная игровая система от японской компании Nintendo, преемница Nintendo Switch. Выход новой системы состоялся 5 июня 2025 года.

## История
Слухи о предстоящем новом устройстве, призванном заменить Nintendo Switch, начали циркулировать с июля 2023 года, когда появились сведения о том, что многие партнёры Nintendo получили дев-киты новой консоли.
Nintendo Switch 2 была официально анонсирована 16 января 2025 года. 2 апреля 2025 года в рамках мероприятия Nintendo Direct Nintendo опубликовала более подробную информацию об устройстве.
Выход консоли состоялся 5 июня 2025 года, предзаказы открылись 8 апреля того же года.
Рекомендованная цена на старте продаж составила 449,99 долларов США (США), 699 австралийских долларов (Австралия), 629,99 канадских долларов (Канада), 469,99 евро (Евросоюз), 395,99 фунтов стерлингов (Великобритания), 49980 иен (Япония).
Также на старте продаж доступно лимитированное издание Nintendo Switch 2 вместе с игрой Mario Kart World по цене 499,99 долларов.

## Характеристики
Значимым нововведением стало появление сервиса GameChat, которое расширяет возможности консоли по сравнению с Nintendo Switch. С помощью GameChat игроки могут организовывать совместный стриминг, общаться голосом во время игровой сессии и транслировать собственный экран, а также (при наличии камеры) транслировать собственное изображение. Для этого сервиса на джойконах появилась новая кнопка для активации GameChat, а на консоли — встроенный микрофон.
В Switch 2 используются джойконы нового образца, присоединяемые к консоли через магнитные контакты, и док-станция другого дизайна, в которой появился дополнительный вентилятор для лучшего охлаждения устройства. Кроме того, новые версии джойконов получили возможность использоваться в качестве компьютерной мыши.
Внутренняя память консоли значительно увеличена и составляет 256 Гб, с возможностью расширения с помощью карт памяти SD Express.
Консоль обладает LCD-экраном диагональю 7,9 дюйма. Дисплей поддерживает частоту обновления до 120 Гц и HDR10.
Разрешение экрана: до 1080p в портативном режиме и до 4K — в стационарном.

## Игры
Nintendo Switch 2 обратно совместима с большинством игр библиотеки Switch, выходивших на физических носителях и через цифровую дистрибуцию; новое устройство использует существующий сервис Nintendo Switch Online. Для обеспечения совместимости с физическими носителями Game card, использовавшимися для дистрибуции игр Nintendo Switch, новая консоль имеет соответствующий разъём для них.
Для новой консоли выпускаются обновлённые и улучшенные версии уже вышедших игр Nintendo, например The Legend of Zelda: Breath of the Wild, обновление уже приобретённой игры для Nintendo Switch до улучшенной версии для Nintendo Switch 2 может быть как платным (стоимость обновления для Breath of the Wild составляет 9,99 долларов), так и бесплатным (Pokémon Scarlet и Violet).
Для Switch 2 анонсирован выход игр Cyberpunk 2077, Split Fiction, Deltarune, Metroid Prime 4: Beyond, Mario Kart World, The Duskbloods и прочих.